# Kurt Albert
Kurt Albert (28 de enero de 1954-Erlangen, 28 de septiembre de 2010) fue un alpinista y fotógrafo alemán.

## Climbing career
Albert comenzó a escalar a los 14 años. Antes de centrarse a la carrera de alpinista por completo a partir de 1986, era profesor de matemáticas y física.
A los 17 años, ascendió el Walker Spur de los Grandes Jorasses y un año después la cara norte del Eiger. Tras visitar la Suiza sajona y Alemania en 1973 reconoció el potencial de la escalada libre. Comenzó a realizar esta especialidad en su zona natal, la Frankenjura. En las rutas, ahora intentaba ascender mientras escalaba libremente, pintaba, entre intentos, una 'X' roja en las rocas cerca de los pitones que no necesitaba como agarres o escalones. Una vez que podía colocar una 'X' roja en todos los pitones y ganchos de la ruta, y así era capaz de Escalada libre toda la ruta, pintaba un punto rojo en la base de la ruta. De esta actividad vino el término alemán del alpinismo Rotpunkt (punto rojo). En muchos sentidos, este fue el origen del movimiento de escalada libre que condujo al desarrollo de la escalada deportiva algunos años más tarde.

## Muerte
Albert tuvo serias heridas de un accidente en una escalada el 26 de septiembre de 2010. Cayó 18 metros mientras hacía fotografías en la via ferrata Höhenglücksteig (cerca de Hirschbach) y murió dos días después mientras estaba hospitalizado en Erlangen.